# Slaget vid Laswari
Slaget vid Laswari ägde rum den 1 november 1803 under andra anglo-marathiska kriget i Laswari, en by i Alwar söder om Delhi i norra Indien. 
Slaget stod mellan Ostindiska Kompaniets armé i Indien under general Gerard Lake med 10 000 man å ena sidan, och Scindias marathiska armé med 9 000 man veteraninfanteri och 5 000 man kavalleri å den andra.
General Lake gick till anfall med sitt kavalleri, innan det brittiska infanteriet anlänt till slagplatsen. Maratherna stred mycket tappert, men när 7 000 av deras infanteri fallit på slagfältet lade de ner sina vapen. Britternas förluster beräknas till 800 man. Segern räknas som en av de mest avgörande i den brittiska erövringen av Indien.